# Cristatella
Cristatella is een mosdiertjesgeslacht uit de  familie van de Cristatellidae en de orde Plumatellida

## Soorten
- Cristatella mucedo Cuvier, 1798 = kruipend geleimosdiertje

Niet geaccepteerde soort:
- Cristatella magnifica Leidy, 1851 → Pectinatella magnifica (Leidy, 1851)